# LaRue County
LaRue County je okres ve státě Kentucky v USA. K roku 2010 zde žilo 14 193 obyvatel. Správním městem okresu je Hodgenville. Celková rozloha okresu činí 683 km².

## Sousední okresy
| Růžice kompasu | Hardin County |              | Nelson County | Růžice kompasu |
| Růžice kompasu |               | Sever        | Marion County | Růžice kompasu |
| Růžice kompasu | LaRue County  |              | Marion County | Růžice kompasu |
| Růžice kompasu | Jih           |              | Marion County | Růžice kompasu |
| Růžice kompasu | Hart County   | Green County | Taylor County | Růžice kompasu |